# Microplanins
Els microplanins (Microplaninae) constitueixen una subfamília de planàries terrestres.

## Gèneres
Segons el recompte més recent (2009) es coneixen 8 gèneres de microplanins:
- Amblyplana
- Diporodemus
- Geobenazzia
- Incapora
- Microplana
- Othelosoma
- Pseudartiocotylus
- Statomicroplana